# County of Peebles (Schiff)
Die County of Peebles, ein Viermast-Vollschiff aus Swansea (Wales), war das erste eiserne Segelschiff der Welt mit vier Masten.

## Bau und Stapellauf
Das Schiff wurde bei Barclay, Curle & Co. auf dem Clyde auf Kiel gelegt und lief 1875 vom Stapel. Es war mit 1614 BRT vermessen, war 85 Meter lang, 11 m breit und wies 7,5 m Tiefgang auf.
Das Schiff ist nach der Grafschaft County of Peebles bzw. Peeblesshire in Schottland benannt, die wiederum nach ihrer Hauptstadt Peebles benannt war (in den 1970er Jahren aufgelöst).

## Der vierte Mast
Revolutionär an diesem Schiff war die Einführung eines vierten Masts, der Jigger genannt wurde und ebenso wie Fockmast, Großmast und Kreuzmast für Rahsegel-Takelage vorgesehen war. Als Ausgleich, um die Stabilität des Schiffes zu wahren, waren die Rahen verkürzt und die Masten weniger hoch als bei vergleichbaren Seglern. - Die County of Peebles war der Prototyp des Viermast-Vollschiffes, von denen etwa 50 Stück gebaut wurden, ehe sich die Viermastbark als effizienter erwies.
Der Segler transportierte 23 Jahre lang Kohle aus Häfen in Wales (Cardiff, Penarth, Swansea) nach Südamerika und Kupfererz aus Chile nach Großbritannien (bes. nach Swansea als Zentrum der Kupferverarbeitung). 1898 wurde die County of Peebles nach Chile verkauft. Umbenannt in Munoz Gamero, diente sie später in Talcanhuano als Hulk bzw. als Tender für die chilenische Marine.

## Verbleib

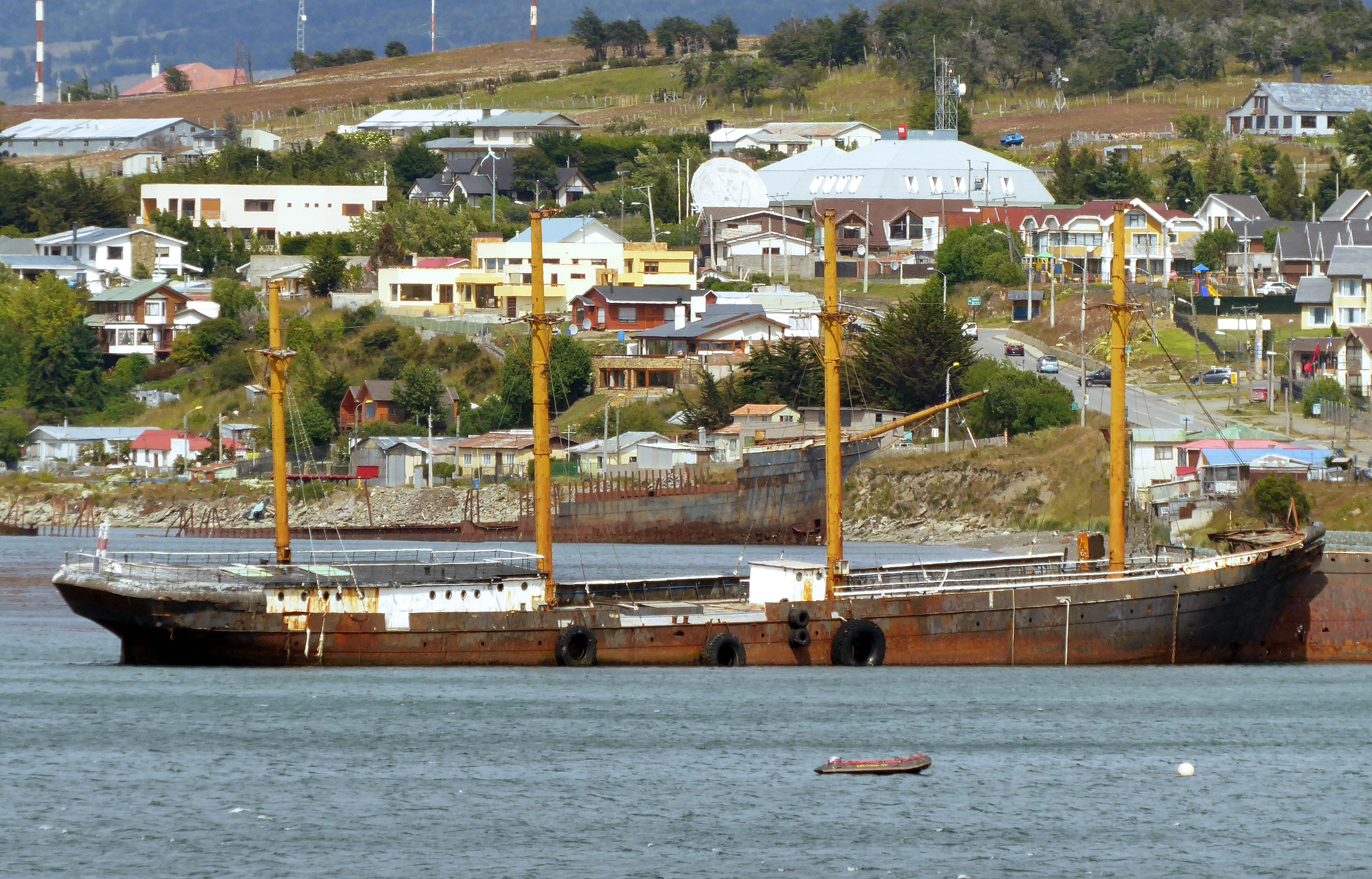
Wrack der County of Peebles 2018 in Punta Arenas

Das Schiff wurde in den 1960er Jahren in Punta Arenas an der Magellanstraße zusammen mit zwei anderen Schiffen (Hipparchus und Falstaff) als Wellenbrecher auf Grund gesetzt und ging in den Besitz des Staates Chile über. Die chilenische Marine betrieb in den Aufbauten zeitweise ein Offizierskasino, auch die Untermasten des Seglers sind noch vorhanden. Mit einer Wiederherstellung ist allerdings wohl nicht mehr zu rechnen – der Rumpf des bald 140 Jahre alten Schiffes wird als zu leck und durchgerostet beschrieben, als dass sich die enormen Kosten noch lohnen könnten.